# Clifford Donald Simak
Clifford Donald Simak [klíford dónald sájmek], ameriški novinar in pisatelj, * 3. avgust 1904, Millville, Wisconsin, ZDA, † 25. april 1988, Minneapolis, Minnesota, ZDA.
Simak je ustvarjal na področju znanstvene fantastike. Prejel je tri nagrade hugo in eno nagrado nebula. V letu 1977 ga je SFWA imenovala za tretjega velemojstra. Za časa svojega življenja je med ljubitelji ZF veljal za živo legendo.

## Življenje
Rodil se je v družini Johna Lewisa in Margarete (Wiseman) Simak. 13. aprila 1929 se je poročil z Agnes Kuchenberg s katero sta imela dva otroka, Scotta in Shelley.
Diplomiral je na Univerzi Wisconsina v Madisonu. Kasneje je bil zaposlen pri različnih časopisih na ameriškem srednjem zahodu. V letu 1939 se je zaposlul pri Minneapolis Star and Tribune, kjer je bil zaposlen vse do svoje upokojitve leta 1976. V letu 1949 je postal urednik novic časopisa in leta 1961 koordinator Minneapolis Tribune's Science Reading Series.

## Pisateljska pot
Za znanstveno fantastiko se je začel zanimati kot otrok pri branju Wellsovih del. V letu 1931, ko je ZF šele začela izhajati iz plenic, je začel pisati za cenene znanstvenofantastične revije, vendar je leta 1933 s tem prenehal. Edino ZF delo, ki ga je objavil med letoma 1933 in 1937, je bilo Stvarnik (The Creator) (Marvel Tales #4, marec –april 1935), pomembno zgodbo z religijskimi zapleti, kar je bilo v tistem času v žanru ZF redkost.
Ko je Campbell leta 1937 postal urednik revije Astounding Science Fiction, se je Simak vrnil k ZF in je postal redni pisec za Astounding Stories v zlati dobi ZF med letoma 1938 in 1950. Preležal je vse otroške bolezni ZF, od naivnega scientizma in antropomorfistične mitomanije s Supermanom kot ključnim likom, do pustolovske vesoljske opere. Njegova prva dela, kot je na primer Vesoljski inženirji (Cosmic Engineers) (1939), so bila napisana v tradiciji podžanra zgodnje superznanosti, ki ga je izpopolnil Smith, vendar je Simak kmalu razvil lastni slog, ki ga po navadi opisujejo kot uglajenega in pastoralnega. Tipičnega Simakovega nezemljana praviloma najdemo kako sedi na verandi na podeželskem Wisconsinu in pije pivo z glavnim likom, namesto da bi osvajal Zemljo. V tem času je Simak objavil tudi več vojnih in vesternskih zgodb v pulp-revijah. Njegov najbolj znan roman je morda Mesto (City) iz leta 1952, zbirka kratkih zgodb, z občo temo morebitne izselitve človeštva z Zemlje. Roman po Sadoulovih besedah predstavlja enega najlepših in najmočnejših stvaritev vse ZF. Zanj je leta 1953 prejel Svetovno nagrado za fantazijo, ter tudi postal svetovno znan.
Za svoja dela je v 1950-tih in 1960-tih prejel več nagrad. Višek ustvarjalnosti je doživel v 1950-tih, prav tako kot tudi sama ZF. Kakovost njegovih daljših del se je v 1970-tih nekoliko zmanjšala zaradi poslabšanja njegovega zdravja, čeprav so njegova kratka dela še vedno zelo cenili. S pomočjo prijatelja je v 1980-tih nadaljeval s pisanjem in objavljanjem ZF, ter kasneje tudi fantazijskih del. Verjel je, da je ZF, ki nima korenin v znanstvenih dejstvih, odgovorna za neresno obravnavo žanra. Njegov namen je bil vgraditi žanr v del, ki ga je imenoval »realistična fantastika«.

## Značilnosti Simakovih del
Simakove najbolj znane zgodbe velikokrat ponovijo nekaj osnovnih zamisli in tem. Prednjači dogajanje v podeželskem Wisconsinu. Lik v čemernem posamezniku mejašu dobesedno  prihaja z ozemljem. Najboljši zgled je Hiram Taine, glavni lik iz kratke zgodbe Veliki vrt pred hišo (The Big Front Yard) iz leta 1959. Hiramov pes »Towser« (včasih »Bowser«) je drugi Simakov zaščitni znak, ki se pogosto pojavlja v njegovih delih. Podeželsko dogajanje pa ni vedno idilično kot tukaj. V delu Prstan okrog Sonca (Ring Around the Sun) na primer prevladujeta nestrpnost in izolacionizem.

## Dela

### Romani
- Vesoljski inženirji (Cosmic Engineers) (prva izdaja v reviji 1939, kot knjiga leta 1950),
- Imperij (Empire) (1951),
- In to ponovno (Time and Again) (1951),
- Mesto (City) (1952), (prevod Tomo Rebolj, Založniški atelje Blodnjak, Ljubljana 2006), (COBISS)
- Prstan okrog Sonca (Ring Around the Sun) (1954),
- Čas je najpreprostejša stvar (Time is the Simplest Thing) (1961),
- Težava s Tychom (The Trouble With Tycho) (1961),
- Hodili so kot možje (They Walked Like Men) (1962),
- Prestopna postaja (Way Station) (1963), [nagrada hugo 1964],
- Vse meso je trava (All Flesh Is Grass) (1965),
- Zakaj jih klicati z nebes? (Why Call them Back From Heaven?) (1967),
- Načelo volkodlaka (The Werewolf Principle) (1967),
- Revir škratov (The Goblin Reservation) (1968),
- Zalega razuma (Out of Their Minds) (1970),
- Lutka usode (Destiny Doll) (1971),
- Izbor bogov (A Choice of Gods) (1972),
- Svet grobov (Cemetery World) (1973),
- Otroci naših otrok (Our Children’s Children) (1974)
- Začarano romanje (Enchanted Pilgrimage) (1975),
- Shakespeareov planet (Shakespeare’s Planet) (1976),
- Nasledstvo zvezd (A Heritage of Stars) (1977),
- Bratovščina talismana (The Fellowship of the Talisman) (1978),
- Mastodonija (Mastodonia) (1978),
- Obiskovalci (The Visitors) (1980),
- Projekt Papež (Project Pope) (1981),
- Kjer biva zlo (Where the Evil Dwells) (1982),
- Posebna odrešitev (Special Deliverance) (1982),
- Glavna cesta večnosti (Highway of Eternity) (1986) [drugi naslov Glavna cesta do večnosti (Highway to Eternity)]